# Distretto di Honaïne
Il distretto di Honaïne è un distretto della provincia di Tlemcen, in Algeria. Confina a nord con il mar Mediterraneo, ad ovest con il distretto di Ghazaouet, a sud-est con il distretto di Remchi.

## Comuni
Il distretto di Honaïne comprende 2 comuni:
- Honaïne, capoluogo del distretto.
- Beni Khellad.